# ペンローズの階段

ペンローズの階段

ペンローズの階段（ペンローズのかいだん、Penrose stairs）は、ライオネル・ペンローズと息子のロジャー・ペンローズが考案した不可能図形である。

## 概要
ペンローズの三角形の派生形の一つで90度ずつ折れ曲がって、永遠に上り続けても高いところに行けない階段を二次元で描いたものである。三次元で実現するのは明らかに不可能であり、歪みのパラドックスを利用した二次元でのみ表現できる。
マウリッツ・エッシャーのリトグラフ『上昇と下降（Ascending and Descending）』の中では、僧院の階段を何人かの修道士が上っている図として描かれている。
この階段は、「不可能図形の父」と呼ばれるスウェーデンの画家オスカー・ロイテルスバルトも発見していたが、ペンローズもエッシャーもそのことを知らなかった。

### 聴覚との関係
「無限音階」も、これにある意味で似ている。福田繁雄や杉原厚吉らによる、このような図形の「不可能図形の立体化」は多くの場合、現実の三次元の階段のどこかを不連続にしたものについて、ある位置に視点を置いて見ると、その不連続な部分が把握が難しくなっていて不可能図形に見える、というものになっている。「無限音階」では、可聴範囲の超低音から超高音まで一斉に、まず「ド」が、続いて「レ」が鳴る、といったようになっていて（レコードになっているものでは連続的に変化しているが、原理的には同じ）、その低いほうや高いほうの端は認識できないため、あたかも無限に続いてるように感じる（ものすごく長いため、端が視界に入りきらない床屋の回転看板、ともたとえられる）。
これに近いものに、ジャン=クロード・リセとロジャー・シェパードの「シェパード・トーン」がある。

## 関連文献
- Deutsch, Diana (July 2010). "The Paradox of Pitch Circularity" (PDF). Acoustics Today. 6 (3): 8–14. doi:10.1121/1.3488670. Retrieved March 2011.
- Ernst, Bruno (1992). The Eye Beguiled: Optical Illusions. Benedikt Taschen. ISBN 3-8228-9637-3.
- Hallyn, Fernand (2000). Metaphor and Analogy in the Sciences. Springer. ISBN 978-0-7923-6560-0. Retrieved March 2011.
- IllusionWorks (1997). "Impossible Staircase". Retrieved March 2011.
- Penrose, L.S.; Penrose, R. (1958). "Impossible objects: A special type of visual illusion". British Journal of Psychology. 49: 31–33. doi:10.1111/j.2044-8295.1958.tb00634.x. PMID 13536303.

## 注
1. ↑  BGM (YMOのアルバム) 収録の「LOOM／来たるべきもの」の前半が有名。他に（その元となった）松武秀樹「謎の無限音階」などで使われている。